# Élections législatives de 1968 dans la Sarthe
Les élections législatives françaises de 1968 se déroulent les 23 et 30 juin 1968. Dans le département de la Sarthe, cinq députés sont à élire dans le cadre de cinq circonscriptions.

## Élus
| Circonscription | Député sortant      | Parti | Parti      | Député élu ou réélu | Parti | Parti |
| --------------- | ------------------- | ----- | ---------- | ------------------- | ----- | ----- |
| 1re             | Jean-Yves Chapalain |       | UDR        | Jean-Yves Chapalain |       | UDR   |
| 2e              | Robert Manceau      |       | PCF        | Jacques Chaumont    |       | UDR   |
| 3e              | Albert Fouet        |       | FGDS (CIR) | Raymond Dronne      |       | CD    |
| 4e              | Joël Le Theule      |       | UDR        | Joël Le Theule      |       | UDR   |
| 5e              | Michel d'Aillières  |       | RI         | Michel d'Aillières  |       | RI    |

## Résultats

### Résultats à l'échelle du département
| Parti          | Parti                                           | Premier tour | Premier tour | Second tour | Second tour | Sièges |
| Parti          | Parti                                           | Voix         | %            | Voix        | %           | Sièges |
| -------------- | ----------------------------------------------- | ------------ | ------------ | ----------- | ----------- | ------ |
|                | Union pour la défense de la République          | 77 204       | 36,39        | 50 927      | 40,81       | 3      |
|                | Républicains indépendants                       | 28 321       | 13,35        | Retrait     | Retrait     | 1      |
|                | Union des républicains de progrès               | 105 525      | 49,74        | 50 927      | 40,81       | 4      |
|                |                                                 |              |              |             |             |        |
|                | Convention des institutions républicaines       | 11 315       | 5,33         | 18 803      | 15,07       | 0      |
|                | Parti radical                                   | 8 436        | 3,98         |             |             | 0      |
|                | Section française de l'Internationale ouvrière  | 7 406        | 3,49         | 0           |             |        |
|                | Fédération de la gauche démocrate et socialiste | 4 316        | 2,03         | 0           |             |        |
|                | Fédération de la gauche démocrate et socialiste | 31 473       | 14,84        | 18 803      | 15,07       | 0      |
|                |                                                 |              |              |             |             |        |
|                | Parti communiste français                       | 46 269       | 21,81        | 33 414      | 26,77       | 0      |
|                | Progrès et démocratie moderne                   | 17 419       | 8,21         | 21 657      | 17,35       | 1      |
|                | Parti socialiste unifié                         | 9 492        | 4,47         |             |             | 0      |
|                | Extrême droite                                  | 1 959        | 0,92         | 0           |             |        |
|                |                                                 |              |              |             |             |        |
| Inscrits       | Inscrits                                        | 267 302      | 100,00       | 166 017     | 100,00      | 5      |
| Abstentions    | Abstentions                                     | 50 842       | 19,02        | 37 171      | 22,39       |        |
| Votants        | Votants                                         | 216 460      | 80,98        | 128 846     | 77,61       |        |
| Blancs et nuls | Blancs et nuls                                  | 4 323        | 2            | 4 045       | 3,14        |        |
| Exprimés       | Exprimés                                        | 212 137      | 98           | 124 801     | 96,86       |        |

### Résultats par circonscription

#### Première circonscription (Le Mans - Fresnay-sur-Sarthe)
| Candidat              | Candidat                          | Parti          | Premier tour | Premier tour | Second tour | Second tour |  |
| Candidat              | Candidat                          | Parti          | Voix         | %            | Voix        | %           |  |
| --------------------- | --------------------------------- | -------------- | ------------ | ------------ | ----------- | ----------- |  |
|                       | Jean-Yves Chapalain sortant réélu | UDR (URP)      | 19 722       | 47,73        | 25 735      | 70,59       |  |
|                       | Claude Cossart                    | CD (PDM)       | 8 215        | 19,88        | Retrait     | Retrait     |  |
|                       | Christian Rouby                   | PCF            | 7 112        | 17,21        | 10 721      | 29,41       |  |
|                       | Jean Dubois                       | FGDS           | 4 316        | 10,44        |             |             |  |
|                       | Fernand Bone                      | UFF            | 1 959        | 4,74         |             |             |  |
|                       |                                   |                |              |              |             |             |  |
| Inscrits              | Inscrits                          | Inscrits       | 52 287       | 100,00       | 52 262      | 100,00      |  |
| Abstentions           | Abstentions                       | Abstentions    | 10 233       | 19,57        | 13 557      | 25,94       |  |
| Votants               | Votants                           | Votants        | 42 054       | 80,43        | 38 705      | 74,06       |  |
| Blancs et nuls        | Blancs et nuls                    | Blancs et nuls | 730          | 1,74         | 2 249       | 5,81        |  |
| Exprimés              | Exprimés                          | Exprimés       | 41 324       | 98,26        | 36 456      | 94,19       |  |
| Source : Data.gouv.fr |                                   |                |              |              |             |             |  |

#### Deuxième circonscription (Le Mans - Saint-Calais)
| Candidat              | Candidat               | Parti          | Premier tour | Premier tour | Second tour | Second tour |  |
| Candidat              | Candidat               | Parti          | Voix         | %            | Voix        | %           |  |
| --------------------- | ---------------------- | -------------- | ------------ | ------------ | ----------- | ----------- |  |
|                       | Jacques Chaumont élu   | UDR (URP)      | 21 468       | 44,46        | 25 192      | 52,61       |  |
|                       | Robert Manceau sortant | PCF            | 19 580       | 40,55        | 22 693      | 47,39       |  |
|                       | Christian Juteau       | PSU            | 4 040        | 8,37         |             |             |  |
|                       | Guy Henri              | FGDS (SFIO)    | 3 198        | 6,62         |             |             |  |
|                       |                        |                |              |              |             |             |  |
| Inscrits              | Inscrits               | Inscrits       | 61 814       | 100,00       | 61 803      | 100,00      |  |
| Abstentions           | Abstentions            | Abstentions    | 12 515       | 20,25        | 12 730      | 20,6        |  |
| Votants               | Votants                | Votants        | 49 299       | 79,75        | 49 073      | 79,4        |  |
| Blancs et nuls        | Blancs et nuls         | Blancs et nuls | 1 013        | 2,05         | 1 188       | 2,42        |  |
| Exprimés              | Exprimés               | Exprimés       | 48 286       | 97,95        | 47 885      | 97,58       |  |
| Source : Data.gouv.fr |                        |                |              |              |             |             |  |

#### Troisième circonscription (La Flèche)
| Candidat              | Candidat             | Parti          | Premier tour | Premier tour | Second tour | Second tour |  |
| Candidat              | Candidat             | Parti          | Voix         | %            | Voix        | %           |  |
| --------------------- | -------------------- | -------------- | ------------ | ------------ | ----------- | ----------- |  |
|                       | Albert Fouet sortant | FGDS (CIR)     | 11 315       | 27,83        | 18 803      | 46,47       |  |
|                       | Raymond Dronne élu   | CD (PDM)       | 9 204        | 22,64        | 21 657      | 53,53       |  |
|                       | Jean-Paul Couasnon   | UDR (URP)      | 6 942        | 17,07        | Retrait     | Retrait     |  |
|                       | Yves Rougier         | RI             | 6 402        | 15,75        | Retrait     | Retrait     |  |
|                       | Henry Lelièvre       | PCF            | 5 464        | 13,44        | Retrait     | Retrait     |  |
|                       | Yves Cau             | PSU            | 1 331        | 3,27         |             |             |  |
|                       |                      |                |              |              |             |             |  |
| Inscrits              | Inscrits             | Inscrits       | 51 948       | 100,00       | 51 952      | 100,00      |  |
| Abstentions           | Abstentions          | Abstentions    | 10 546       | 20,3         | 10 884      | 20,95       |  |
| Votants               | Votants              | Votants        | 41 402       | 79,7         | 41 068      | 79,05       |  |
| Blancs et nuls        | Blancs et nuls       | Blancs et nuls | 744          | 1,8          | 608         | 1,48        |  |
| Exprimés              | Exprimés             | Exprimés       | 40 658       | 98,2         | 40 460      | 98,52       |  |
| Source : Data.gouv.fr |                      |                |              |              |             |             |  |

#### Quatrième circonscription (Le Mans - Sablé-sur-Sarthe)
|                       | Joël Le Theule sortant réélu | UDR (URP)      | 29 072 | 63,5   |  |  |  |
|                       | Pierre Combe                 | PCF            | 9 736  | 21,27  |  |  |  |
|                       | Émile Bourneuf               | FGDS (SFIO)    | 4 208  | 9,19   |  |  |  |
|                       | Camille Huau                 | PSU            | 2 766  | 6,04   |  |  |  |
|                       |                              |                |        |        |  |  |  |
| Inscrits              | Inscrits                     | Inscrits       | 56 892 | 100,00 |  |  |  |
| Abstentions           | Abstentions                  | Abstentions    | 10 138 | 17,82  |  |  |  |
| Votants               | Votants                      | Votants        | 46 754 | 82,18  |  |  |  |
| Blancs et nuls        | Blancs et nuls               | Blancs et nuls | 972    | 2,08   |  |  |  |
| Exprimés              | Exprimés                     | Exprimés       | 45 782 | 97,92  |  |  |  |
| Source : Data.gouv.fr |                              |                |        |        |  |  |  |

#### Cinquième circonscription (Mamers)
|                       | Michel d'Aillières sortant réélu | RI (URP)       | 21 919 | 60,74  |  |  |  |
|                       | Raymond Loiseau                  | FGDS (Radical) | 8 436  | 23,38  |  |  |  |
|                       | Roger Massé                      | PCF            | 4 377  | 12,13  |  |  |  |
|                       | Raymond Maris                    | PSU            | 1 355  | 3,75   |  |  |  |
|                       |                                  |                |        |        |  |  |  |
| Inscrits              | Inscrits                         | Inscrits       | 44 361 | 100,00 |  |  |  |
| Abstentions           | Abstentions                      | Abstentions    | 7 410  | 16,7   |  |  |  |
| Votants               | Votants                          | Votants        | 36 951 | 83,3   |  |  |  |
| Blancs et nuls        | Blancs et nuls                   | Blancs et nuls | 864    | 2,34   |  |  |  |
| Exprimés              | Exprimés                         | Exprimés       | 36 087 | 97,66  |  |  |  |
| Source : Data.gouv.fr |                                  |                |        |        |  |  |  |